# Dieter VI. von Angelach-Angelach

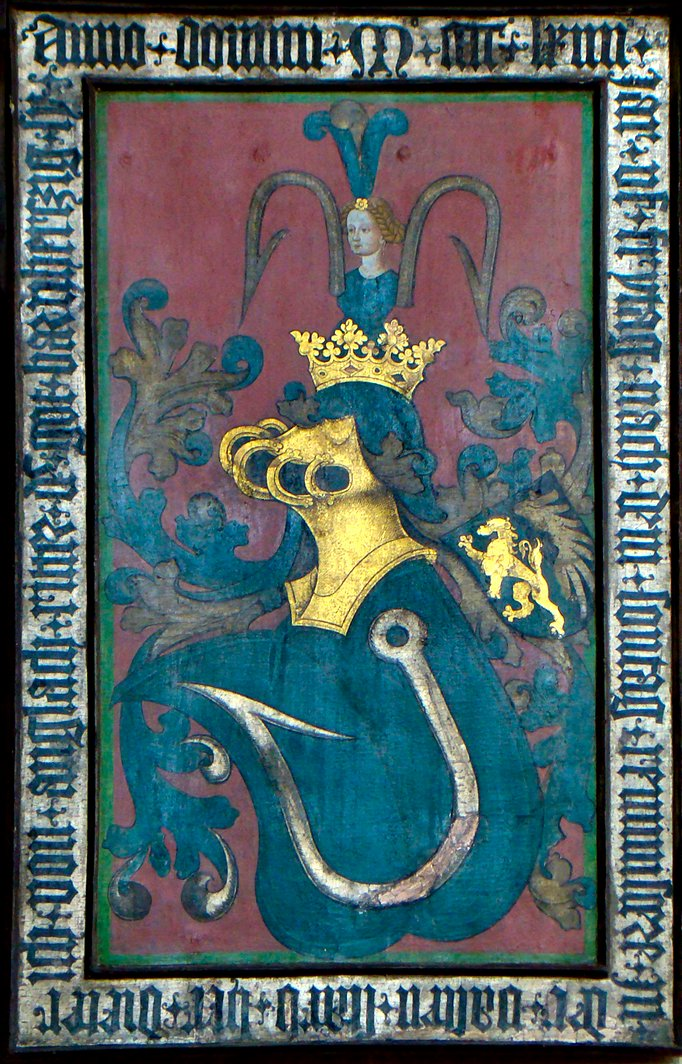
Totenschild des Dieter von Angelach in Marbach

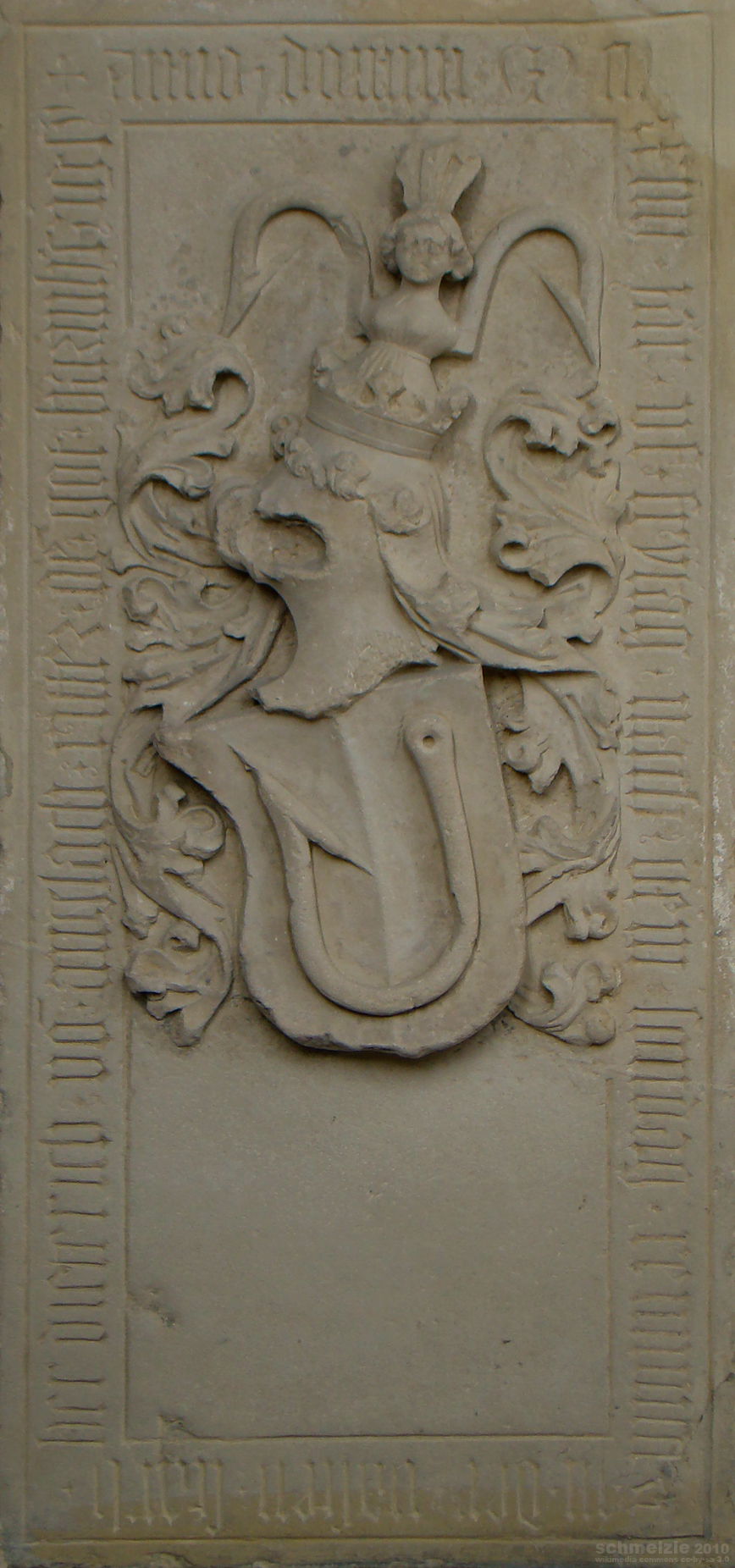
Grabmal des Dieter von Angelach in Marbach

Dieter VI. von Angelach-Angelach († 2. März 1464) war ein Reichsritter aus dem Geschlecht der Herren von Angelach. Er war Amtmann des Hochstifts Speyer und württembergischer Vogt in Marbach am Neckar.

## Familie
Dieter VI. war der Sohn des Gerhard II. von Angelach-Angelach oder des Wilhelm III. von Angelach-Angelach und der Anne von Talheim. Seine Brüder waren Hans II. und Wilhelm IV. († 1458). Drei seiner Kinder sind überliefert: Balthasar, Eucharius und Veit.

## Leben
Dieter VI. war nachweisbar von 1453 bis 1456 Amtmann des Hochstifts Speyer in der Landfautei am Bruhrain und bekam vom Hochstift bereits 1450 die Burg Rotenberg als Lehen. 1458 erbt Dieter von seinem Bruder Wilhelm das kurpfälzische Lehen Streichenberg. Ab 1463 war Dieter VI. württembergischer Vogt im Amt Marbach. Kurze Zeit später, am 2. März 1464, starb er und wurde im Chor der Alexanderkirche zu Marbach am Neckar beigesetzt. Sein Grabstein und sein Totenschild sind dort noch erhalten.